# Bryosedgwickia aurea
Bryosedgwickia aurea là một loài Rêu trong họ Hypnaceae. Loài này được (Schwägr.) M. Fleisch. mô tả khoa học đầu tiên năm 1922.